# Vauxhall SRV
El Vauxhall SRV ("Styling Research Vehicle"; Vehículo de investigación de estilo) fue un prototipo de 1970 diseñado por Wayne Cherry y Chris Field para Vauxhall en el Reino Unido. Aunque nunca estuvo destinado a la producción, el automóvil fue un intento de elevar el perfil y la imagen de Vauxhall, al tiempo que proporciona una plataforma para investigar algunos conceptos de diseño inusuales.

## Historia
El diseño del automóvil se inspiró en los coches de carreras de morro corto y cola larga de las 24 Horas de Le Mans de la época, pero podía acomodar a cuatro adultos con comodidad, a pesar de tener una altura de tan solo 41 pulgadas (104 cm). El diseño, inusualmente, presentaba asientos delanteros fijos, pero con todos los controles del conductor ajustables en posición, ángulo y alcance.
Presentaba cuatro puertas, con las puertas traseras sin manija y en gran parte ocultadas. Irónicamente, esta característica se incorporó más de treinta años después a algunos automóviles producidos en serie. El SRV disponía de un perfil aerodinámico ajustable, ubicado en la sección de la nariz del coche.
También incorporó una nivelación de la suspensión ajustada eléctricamente en la parte trasera, y el automóvil podía redistribuir el combustible a diferentes depósitos para equilibrar su peso, mejorando sus condiciones de conducción.
Los instrumentos estaban fijados a un módulo que estaba abisagrado a la puerta del conductor. El motor era una versión transversal con 2,3 litros del Slant Four, pero con inyección de combustible. El propulsor instalado en el SRV era en realidad una maqueta, de forma que el automóvil no podía funcionar con su propia propulsión, y la transmisión transversal necesaria nunca llegó a desarrollarse.
El coche volvió a exhibirse en el "London Classic Car Show", en marzo de 2017.